# Polyrhachis sericeopubescens
Polyrhachis sericeopubescens är en myrart som beskrevs av Horace Donisthorpe 1941. Polyrhachis sericeopubescens ingår i släktet Polyrhachis och familjen myror. Inga underarter finns listade i Catalogue of Life.